# Crizbav (gmina)
Crizbav – gmina w Rumunii, w okręgu Braszów. Obejmuje miejscowości Crizbav i Cutuș. W 2011 roku liczyła 2518 mieszkańców. 